# Elie Frédéric Forey
Elie Frédéric Forey, född 10 januari 1804, död 20 juni 1872, var en fransk militär.
Forey tjänstgjorde med utmärkelse i Afrika 1830-1844 och blev överste 1844, brigadgeneral 1848, divisionsgeneral 1852 och marskalk av Frankrike 1863. Efter att ha tagit verksam del i 1851 års statskupp deltog Forey i Krimkriget och besegrade under 1859 års fälttåg österrikarna i slaget vid Montebello 20 maj. Han blev 1862 befälhavare över expeditionskåren mot Mexiko, erövrade 1863 fästningen Puebla och intågade i juni samma år i huvudstaden Mexico City, där han tillsatte en ny regering. Samma år återkallades han som chef för 2:a armékåren till Frankrike.